# مهرنوش
مهرنوش (بالفارسية: مهرنوش) (1 نوفمبر 1976 في ورامين، المملكة الإيرانية - )؛ مغنية إيرانية، بدأت الغناء في العام 2011.